# Universidad Técnica de Cajamarca
Pour les articles homonymes, voir UTC.
Maillots
Actualités
L'Universidad Técnica de Cajamarca, couramment abrégé UTC, est un club péruvien de football situé à Cajamarca.

## Histoire
Fondé en 1964, l'Universidad Técnica de Cajamarca tire son origine de l’université homonyme de Cajamarca (désormais appelée Universidad Nacional de Cajamarca (en)). Son premier grand succès remonte à 1981, quand le club remporte la Copa Perú, ce qui lui permet d'accéder à la 1re division dès l'année suivante. Il s'y maintient durant 12 saisons d'affilée, jusqu'en 1993, année de sa relégation. C'est au cours de cette période qu'il obtient sa meilleure place en championnat, lorsqu'il est vice-champion en 1985 ce qui lui donne le droit de participer à la Copa Libertadores en 1986.
L'UTC est près de remonter en D1 en 1996 lorsqu'il est vice-champion de la Copa Perú (devancé par le José Gálvez FBC). Dans les années 2000, le club évolue en 2e division de 2006 à 2008, sans grand succès puisqu'il finit bon dernier du championnat de D2 2008. Ce n'est qu'en 2012, en remportant pour la deuxième fois la Copa Perú, qu'il parvient à retrouver l'élite. Présent au sein de celle-ci depuis 2013, le club dispute son deuxième tournoi international, en l'occurrence la Copa Sudamericana 2014, dès l'année suivante. 
L'UTC se stabilise en 1re division avec l'arrivée de Franco Navarro, ancien footballeur international péruvien des années 1980, aux commandes de l'équipe. Sous sa houlette, le club parvient à se qualifier à deux Copa Sudamericana consécutives, en 2018 et 2019. Malgré ce, il est démis de ses fonctions en septembre 2019, incapable de redresser le club mal parti pour conserver sa place en D1 lors du championnat 2019. Remplacé par l'Argentin Gerardo Ameli (en) qui arrive à sauver l'UTC de la relégation, Franco Navarro est tout de même rappelé par le président Joaquín Ramírez (en) pour prendre les rênes du club pour la saison 2020.

## Résultats sportifs

### Palmarès
| Compétitions nationales | Compétitions régionales |
| - Championnat du Pérou : - Vice-champion : 1985. - Copa Perú (2) : - Vainqueur : 1981 et 2012. - Finaliste : 1996. - Torneo de Verano : - Finaliste : 2017. | - Championnat du Nord (1) : - Vainqueur : 1986. - Ligue de la région de Cajamarca (17) : - Vainqueur : 1971, 1972, 1973, 1974, 1975, 1977, 1978, 1979, 1980, 1995, 1996, 1997, 1998, 2001, 2002, 2003 et 2011. |

### Bilan et records
Source consultée : (es) UTC sur www.dechalaca.com
| - Saisons au sein du championnat du Pérou : 24 (1982-1993 / 2013-). - Saisons au sein du championnat du Pérou D2 : 3 (2006-2008). - Plus large victoire obtenue en compétition officielle : - UTC 7:0 Atlético Grau (championnat 1986). - UTC 7:0 Alianza Cristiana (Copa Perú 2012). - Plus large défaite concédée en compétition officielle : - Sporting Cristal 10:1 UTC (championnat 1993). |  | - Copa Libertadores : 1 participation (1986). - Copa Sudamericana : 4 participations (2014, 2018, 2019, 2021). - Plus large victoire obtenue en compétition officielle : - UTC 2:0 Rampla Juniors (Copa Sudamericana 2018). - Plus large défaite concédée en compétition officielle : - Rampla Juniors 4:0 UTC (Copa Sudamericana 2018). - Sport Huancayo 4:0 UTC (Copa Sudamericana 2021). |

## Couleurs et logo

### Maillot
Après que l'UTC eut abandonné ses couleurs traditionnelles en 2017 et 2018, il revient en 2019 au crème comme couleur principale, avec en outre la représentation du symbole de l'identité de l'équipe, le faucon - Gavilán en espagnol - sur le maillot.
Historique
Maillots utilisés à domicile depuis le retour du club en 1re division en 2013. 

| (2013–15) | (2013) · (Maillot spécial) | (2016) | (2017-18) | (2018) | (2019) | (2020) | (2021) | (2022) | (2023) |

## Structures du club

### Estadio Héroes de San Ramón
D'une capacité de 18 000 personnes, le stade tire son nom de la bataille de San Pablo, où des élèves de l'école San Ramón de Cajamarca sont morts pour le Pérou, dans la guerre du Pacifique.

## Personnalités de l'UTC

### Joueurs

#### Anciens joueurs
| - Teddy Cardama - Giancarlo Carmona - José Carvallo - Manuel Corrales - Erick Delgado | - Jean Deza - Johan Fano - Abel Lobatón - Reimond Manco - Jesús Purizaga | - José Ramírez Cubas - Jesús Reyes Guadalupe - Alexander Sánchez - Juan Pablo Vergara - Walter Vílchez |

### Entraîneurs
| - José Salas Jáuregui (1981-1982) - Ronald Amoretti (1983) - Pedro Cruz Navarrete (1985-1986) - José Salas Jáuregui (1986) - Gustavo Merino (1986-1987) - Rafael Castañeda (1987-1988) - José Salas Jáuregui (1988) - Roberto Chale (1992) - José Salas Jáuregui (1993) - Rafael Castañeda (1993) - Raúl Vallejos (1993-1994) - José Salas Jáuregui (1995-1996) - Julio Goycochea (1996) - Segundo Cruz (1997) - Julio Goycochea (1998) - Rufino Bernales (1999) - Alberto Chia Lee (2000) - Benjamín Rodríguez (2001) - José Ramírez Cubas (2003) - Pedro Cruz (2004) - Rafael Castañeda (2004-2005) | - Mario Palacios (2005) - José Salas Jáuregui (2005) - José Ramírez Cubas (2006) - Moisés Barack (2007) - Eddy Oyarzábal (2008) - Horacio Ballesteros (2008) - Gustavo Merino (2008) - Julio Goicochea (2009) - Héctor Chumpitaz Dulanto (2010-2011) - César Gonzales (2011) - Rafael Castillo Lazón (2012-2013) - Carlos Galván (en) (intérim) (2014) - José Hernández (2014-2015) - John Jairo Escobar (intérim) (2015) - Ricardo Martínez (2015) | - José Salas Jáuregui (intérim) (2015) - Edwin Arévalo (intérim) (2015) - Javier Arce Arias (es) (2015) - Rafael Castillo Lazón (2015-2016) - Franco Navarro (2016-2019) - Gerardo Ameli (en) (2019) - Franco Navarro (2020) - Pablo Garabello (es) (2021) - Mario Viera (es) (2021) - Franco Navarro (2022) - Marcelo Grioni (en) (2022-2023) - José Infante (intérim) (2023) - Francisco Pizarro (2023) - (en) (2023-) |